# 武颯
武 颯（たけ はやて、1995年7月17日 - ）は、神奈川県横浜市金沢区出身のプロサッカー選手。Jリーグ・テゲバジャーロ宮崎所属。ポジションはフォワード（FW）。

## 来歴
横浜F・マリノスのアカデミー出身で、2013年4月、トップチームに2種登録された。同年8月にはU-16日本代表に選出され、豊田国際ユースサッカー大会に出場した。早稲田大学では1～3年生まで怪我で離脱を繰り返したが、4年生次には関東大学サッカーリーグ戦2部において18試合で15得点を挙げ、得点王となった。
2018年より、福島ユナイテッドFCへ加入。
2020年、カターレ富山に完全移籍。J3第30節・セレッソ大阪U-23戦において、後半アディショナルタイムに武が２ゴールを挙げて逆転勝利を収めた。
2021年、J2に昇格したブラウブリッツ秋田に完全移籍、早大同期鈴木準弥、福島同期輪笠祐士と再合流。
2023年より、ザスパクサツ群馬に期限付き移籍。
2024年、FC大阪に完全移籍。同年7月31日、テゲバジャーロ宮崎へ期限付き移籍。8月31日、第26節・ヴァンラーレ八戸戦で、移籍後初ゴールを含む2得点の活躍で、自身J通算50得点達成とチームの勝利に貢献。9月7日、第27節・SC相模原戦でJ通算200試合を達成。9月15日、第28節・FC琉球戦ではクラブのJリーグ通算150得点を達成するゴールを挙げ、3試合続けてメモリアルな記録を打ち立てる事となった。
12月25日、宮崎への期限付き移籍期間満了とカターレ富山への完全移籍が発表された。
5年ぶりの復帰となった富山では序盤こそ出場機会を得ていたものの、監督交代後出場機会が激減。8月に期限付き移籍という形で古巣であるテゲバジャーロ宮崎へ半年ぶりの復帰となった。

## 所属クラブ
- 六浦毎日SC
- 横浜F・マリノスプライマリー追浜（横浜市立六浦小学校）
- 横浜F・マリノスジュニアユース追浜（横浜市立六浦中学校）
- 横浜F・マリノスユース（神奈川県立金沢総合高等学校）
  - 2013年4月 - 同年12月  横浜F・マリノス（2種登録選手）
- 早稲田大学
- 2018年 - 2019年  福島ユナイテッドFC
- 2020年  カターレ富山
- 2021年 - 2023年 ブラウブリッツ秋田
  - 2023年   ザスパクサツ群馬（期限付き移籍）
- 2024年   FC大阪
  - 2024年7月 - 12月  テゲバジャーロ宮崎（期限付き移籍）
- 2025年 -  カターレ富山
  - 2025年8月 -  テゲバジャーロ宮崎

## 個人成績
| 国内大会個人成績 | 国内大会個人成績 | 国内大会個人成績 | 国内大会個人成績 | 国内大会個人成績 | 国内大会個人成績 | 国内大会個人成績 | 国内大会個人成績 | 国内大会個人成績 | 国内大会個人成績 | 国内大会個人成績 | 国内大会個人成績 |
| 年度             | クラブ           | 背番号           | リーグ           | リーグ戦         | リーグ戦         | リーグ杯         | リーグ杯         | オープン杯       | オープン杯       | 期間通算         | 期間通算         |
| 年度             | クラブ           | 背番号           | リーグ           | 出場             | 得点             | 出場             | 得点             | 出場             | 得点             | 出場             | 得点             |
| 日本             | 日本             | 日本             | 日本             | リーグ戦         | リーグ戦         | リーグ杯         | リーグ杯         | 天皇杯           | 天皇杯           | 期間通算         | 期間通算         |
| ---------------- | ---------------- | ---------------- | ---------------- | ---------------- | ---------------- | ---------------- | ---------------- | ---------------- | ---------------- | ---------------- | ---------------- |
| 2016             | 早大             | 15               | -                | -                | -                | -                | -                | 1                | 0                | 1                | 0                |
| 2018             | 福島             | 9                | J3               | 29               | 8                | -                | -                | -                | -                | 29               | 8                |
| 2019             | 福島             | 9                | J3               | 32               | 15               | -                | -                | 0                | 0                | 32               | 15               |
| 2020             | 富山             | 9                | J3               | 30               | 10               | -                | -                | -                | -                | 30               | 10               |
| 2021             | 秋田             | 19               | J2               | 33               | 7                | -                | -                | 1                | 0                | 34               | 7                |
| 2022             | 秋田             | 19               | J2               | 39               | 4                | -                | -                | 1                | 0                | 40               | 4                |
| 2023             | 群馬             | 13               | J2               | 24               | 3                | -                | -                | 0                | 0                | 24               | 3                |
| 2024             | FC大阪           | 13               | J3               | 9                | 1                | 0                | 0                | -                | -                | 9                | 1                |
| 2024             | 宮崎             | 58               | J3               | 14               | 8                | -                | -                | -                | -                | 14               | 8                |
| 2025             | 富山             | 58               | J2               | 19               | 2                | 2                | 1                | 3                | 1                | 24               | 4                |
| 2025             | 宮崎             | 58               | J3               |                  |                  | -                | -                | -                | -                |                  |                  |
| 通算             | 日本             | 日本             | J2               | 115              | 16               | 2                | 1                | 5                | 1                | 122              | 18               |
| 通算             | 日本             | 日本             | J3               | 114              | 42               | -                | -                | -                | -                | 114              | 42               |
| 通算             | 日本             | 日本             | 他               | -                | -                | -                | -                | 1                | 0                | 1                | 0                |
| 総通算           | 総通算           | 総通算           | 総通算           | 229              | 58               | 2                | 1                | 6                | 1                | 237              | 60               |

- 2013年 2種登録選手としての出場は無し

出場歴
- Jリーグ初出場 - 2018年3月11日 J3第1節 ザスパクサツ群馬戦（とうほう・みんなのスタジアム）
- Jリーグ初得点 - 2018年4月29日 J3第8節 藤枝MYFC戦（とうほう・みんなのスタジアム）

## 代表歴
- U-16日本代表
  - 豊田国際ユースサッカー大会（2011年）

## タイトル

### クラブ
早稲田大学
- 関東大学サッカーリーグ1部：1回（2015年）
- 関東大学サッカーリーグ2部：1回（2017年）
- 東京都サッカートーナメント（天皇杯東京都予選）：1回（2016年）